# Dêgê
Dêgê, även stavat Tehko eller Derge på tibetanska, är ett härad i den tibetanska autonoma prefekturen Garzê i Sichuan-provinsen i sydvästra Kina. Det ligger omkring 500 kilometer väster om provinshuvudstaden Chengdu. 